# میترووا
میترووا (به صربی: Mitrova) یک منطقهٔ مسکونی در صربستان است که در توتین، صربستان واقع شده‌است. میترووا ۹۹۶ نفر جمعیت دارد.